# 두원북초등학교
두원북초등학교는 대한민국 전라남도 고흥군 두원면 용당리 234에 있었던 공립 초등학교이다.

## 학교 연혁
- 1936년 4월 30일 두원공립보통학교 부설 대금간이학교 설립인가
- 1943년 4월 1일 두원북공립국민학교 승격 개교
- 1981년 3월 1일 병설유치원 인가
- 1996년 3월 1일 두원북초등학교로 개칭
- 1999년 9월 1일 두원중앙초등학교로 통폐합